# 에어칼린
에어 칼린(영어: Aircalin, 프랑스어: Société Aircalin)은 누벨칼레도니의 항공사로 누메아에 본사가 있으며 허브 공항은 누메아 라 톤투타 국제공항을 이용하고 있다.

## 역사

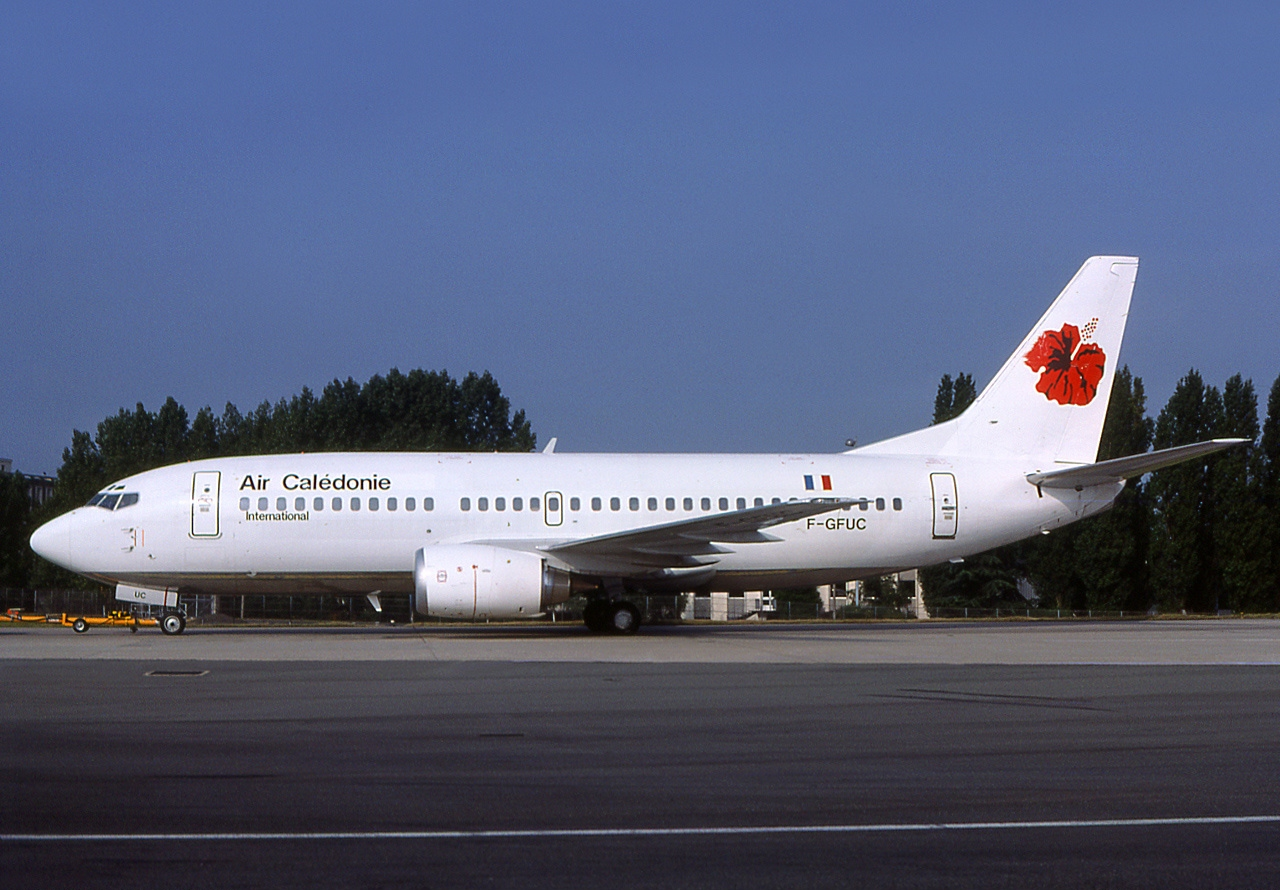
에어 칼레도니아

1983년 9월 설립했으며 같은 해 12월 2일에 콴타스 항공의 협조 아래 보잉 747 항공기를 이용해 오스트레일리아 멜버른행 국제선을 첫 운항을 하였다. 1986년 오스트레일리아의 시드니에 이어 1년 후 뉴질랜드의 오클랜드에 취항했다. 1989년 보잉 737-200기를 임대하여 브리즈번, 포트빌라, 왈리스 제도, 난디 등으로 항로를 확대했고 2000년 3월 일본 오사카, 2004년 2월 시드니, 2008년 대한민국을 취항했다.

## 운항 노선
- 2020년 2월 현재 에어칼린은 다음과 같은 노선을 취항하고 있다.

### 코드쉐어 협정
- 에어칼린은 다음과 같은 항공사들과 코드쉐어 협정을 맺고 있다.

- 에어 뉴질랜드 (스타 얼라이언스)
- 에어 타히티 누이
- 에어 프랑스 (스카이팀)
- 콴타스 항공 (원월드)

## 보유 기종
- 2020년 5월 기준으로 에어칼린은 다음과 같이 보유하고 있다.

## 사진

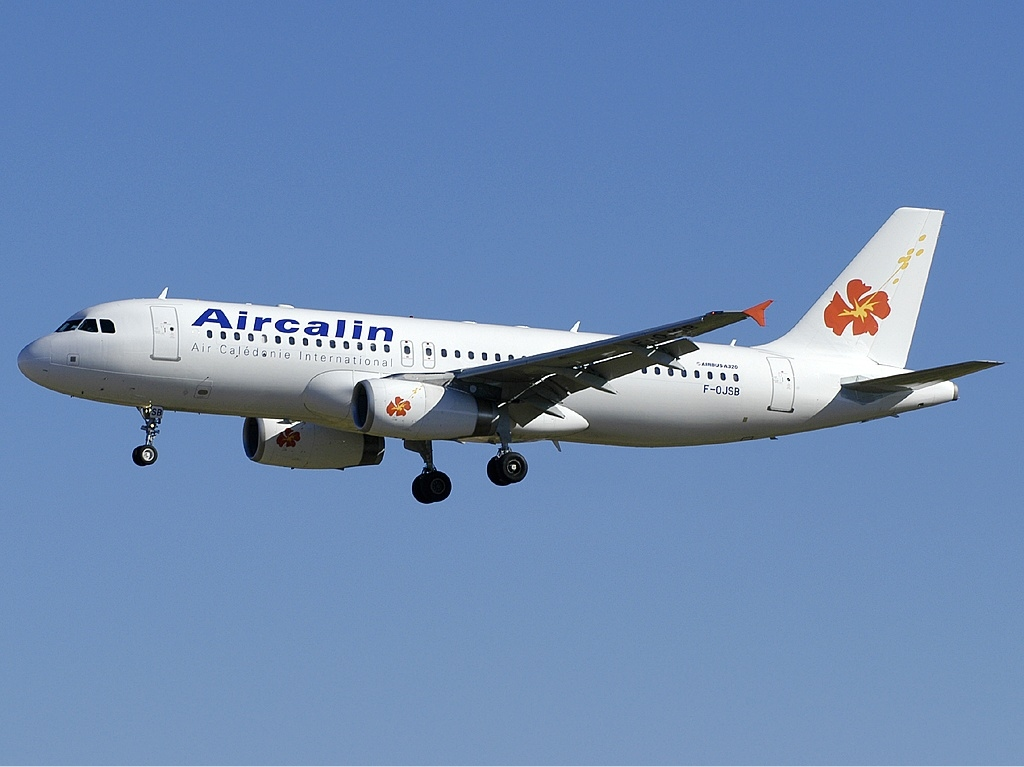
에어칼린의 에어버스 A320-200 (구도색)
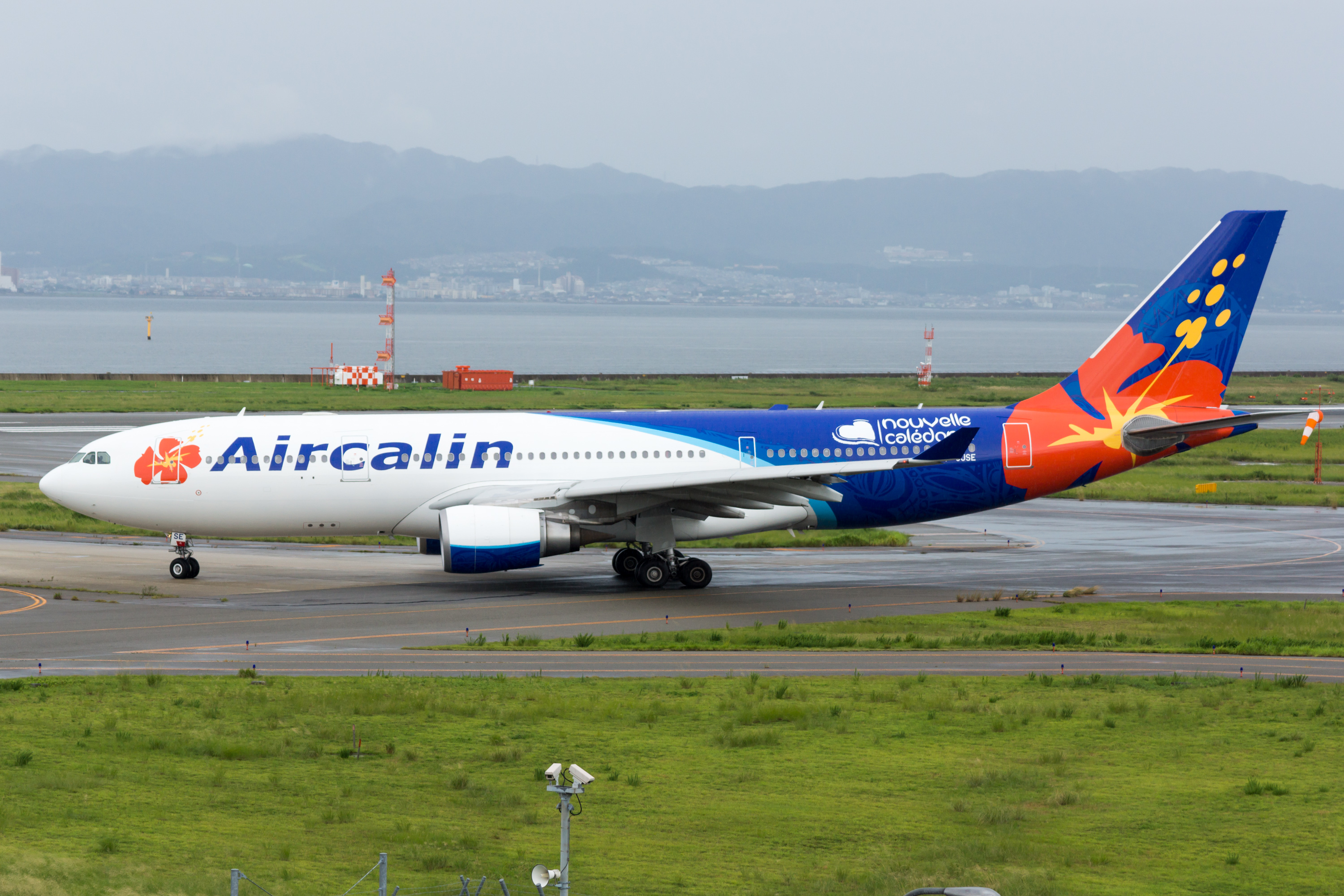
에어칼린의 에어버스 A330-200 (퇴역)
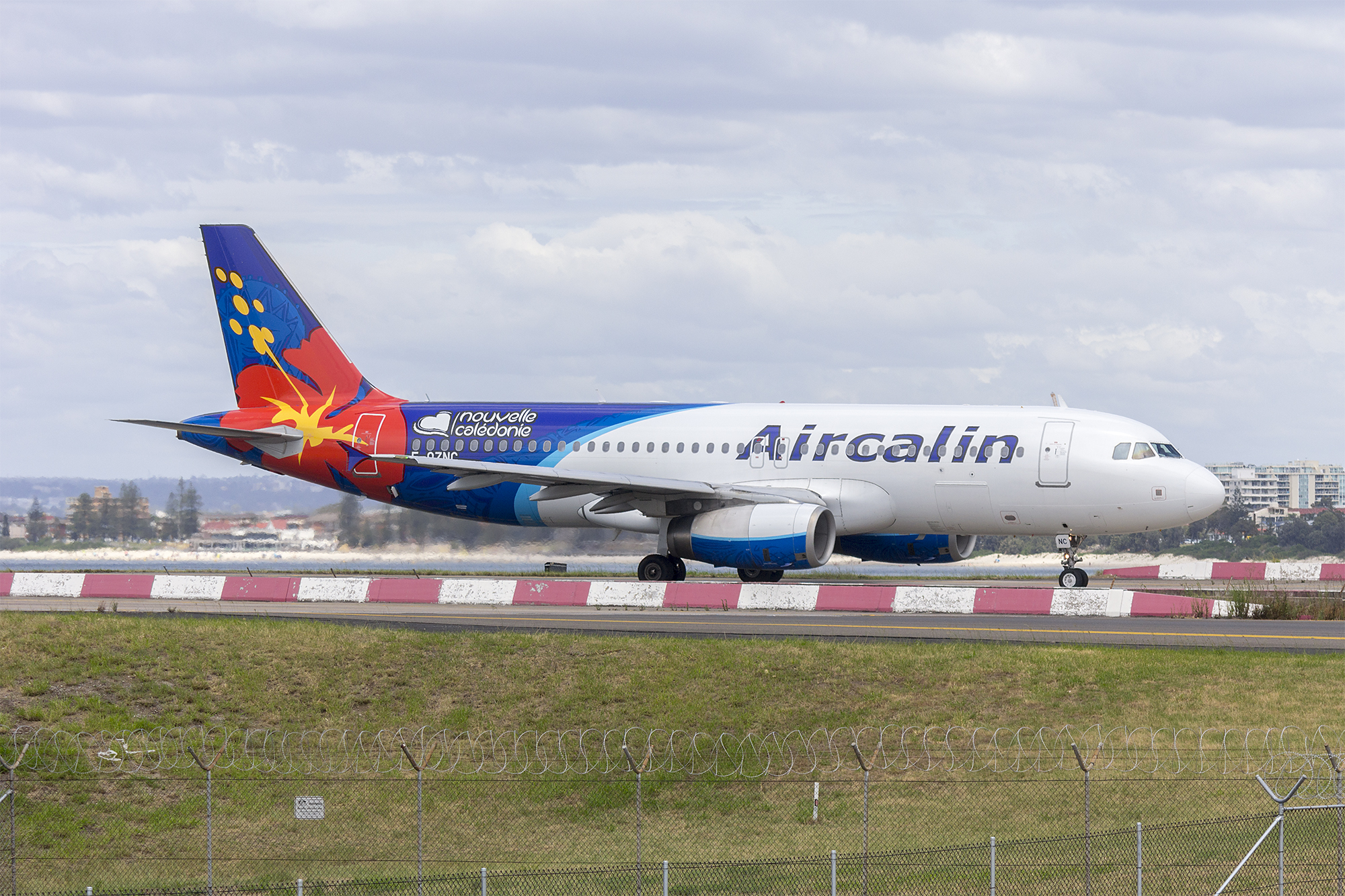
에어칼린의 에어버스 A320-200